# Xavier Gouthe-Soulard
Pour les articles homonymes, voir Soulard.
Xavier Gouthe-Soulard (2 septembre 1819  - 9 septembre 1900) est un prélat catholique français, qui fut archevêque d'Aix-en-Provence de 1886 à sa mort.

## Biographie
François-Xavier Gouthe-Soulard naît dans une famille de cultivateurs à Saint-Jean-la-Vêtre, petite commune du département de la Loire. 
Il entre au petit séminaire puis au grand séminaire avant d'être ordonné prêtre en 1847. Il devient professeur de rhétorique au collège des Minimes de Lyon puis est nommé vicaire de l'église Saint-Nizier de Lyon.
Après une période de maladie il suit des études de théologie, obtient le doctorat puis reçoit la responsabilité de fonder une paroisse pour le quartier du Grand Trou, dont le siège est l'église Saint-Vincent-de-Paul. 
En 1870, il est choisi comme vicaire général de l'archidiocèse de Lyon par le nouvel archevêque, Ginoulhiac. En 1876, le successeur de ce dernier, Louis-Marie Caverot le nomme curé de la paroisse lyonnaise de Saint-Pierre de Vaise. Il y fonde des écoles et un hospice de vieillards. 
En 1886, de façon plutôt rare, il est nommé directement archevêque d'Aix, sans avoir été évêque au préalable. Il est consacré le 25 juillet 1886 des mains de l'évêque de Soissons, Odon Thibaudier. Il continuera à mener une vie simple et à se montrer facile d'accès. 
Dès avant sa nomination, l'abbé Gouthe-Soulard avait une réputation de « vieux gallican » et, à la suite de Ginoulhiac, était partisan de la minorité du concile du Vatican. « Très dévoué au Saint-Siège et au pape », comme le qualifie le nonce apostolique, l'archevêque d'Aix se montrera un adversaire résolu des projets anticléricaux du gouvernement français. Fermement opposé au Ralliement proposé par le pape Léon XIII, ainsi qu'à l'influence de la franc-maçonnerie sur le gouvernement, son comportement impétueux lui amène un procès pour « outrage tendant à insulter l'honneur et la délicatesse du Ministre des cultes considéré comme magistrat », procès au terme duquel il est condamné à une amende de 3 000 francs et à la suspension de son traitement (alors assuré par l’État en vertu du concordat de 1801), jusqu'en 1895. De façon paradoxale, cette condamnation est largement considérée comme un succès pour l'Église et des souscriptions, y compris dans des pays étrangers, permettent de lever des fonds pour plus de 40 000 francs en faveur du prélat.
Gouthe-Soulard meurt le 9 septembre 1900.

## Succession apostolique
Xavier Gouthe-Soulard a ordonné les évêques suivants :
- Évêque Jean Hazera (1897)

## Armes et devise
Armes : « De gueules au Bon Pasteur d'argent nimbé d'or, marchant sur des épines du second émail, tenant la houlette de la main gauche ».
Devise : « Omnibus omnia factus ».